# AOA 블랙

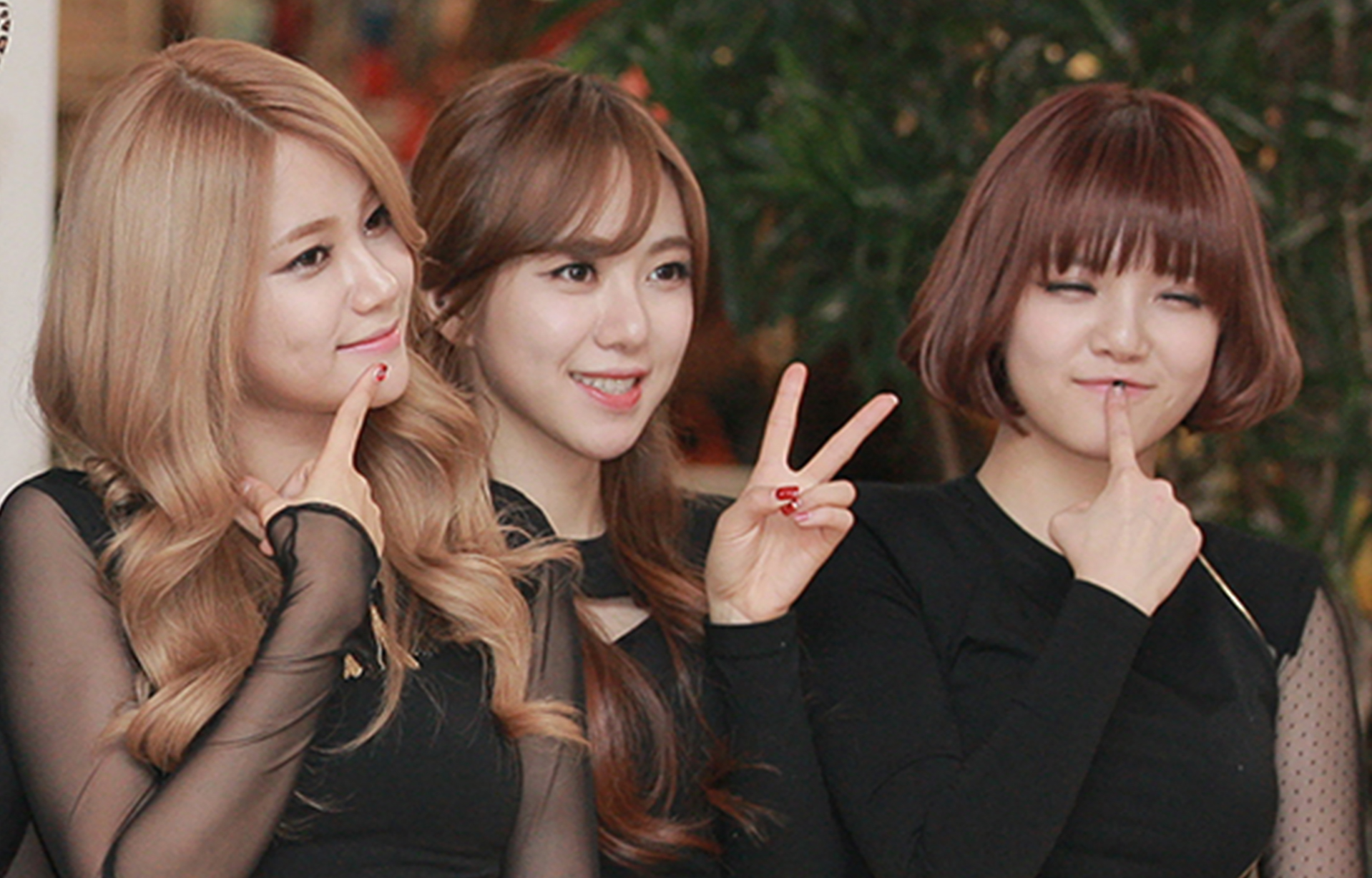
2013년 10월의 멤버 유나, 민아, 지민.

AOA 블랙(AOA Black)은 2013년 FNC 엔터테인먼트가 결성한 대한민국의 걸 그룹 AOA의 서브그룹이다. 유경은 2016년 10월 그룹 소속사를 떠났지만 차기 활동의 게스트 멤버로 남게 된다. 초아는 2017년 6월 30일 이 그룹과 서브유닛을 떠났고 민아는 2019년 5월, 지민은 2020년 7월, 유나는 2021년 1월 이 그룹을 떠났다. 모든 멤버가 이 그룹을 떠나고 유나가 FNC를 떠난 직후 이 그룹은 조용히 해체되었다. 이 서브그룹은 데뷔 싱글 음반 Moya로 알려져 있다.